# Sauts masculins de ski acrobatique aux Jeux olympiques de 2022
Navigation
Pyeongchang 2018 Milan-Cortina 2026
L'épreuve masculine de saut acrobatique aux Jeux olympiques d'hiver de 2022 a lieu du 15 février 2022 au 16 février 2022  au Genting Secret Garden de Zhangjiakou. C'est la huitième apparition de cette épreuve aux Jeux olympiques d'hiver.
Qi Guangpu remporte la compétition devant le précédent tenant du titre, Oleksandr Abramenko. Ilya Burov termine à la troisième place, comme en 2018. Jia Zongyang, le médaillé d'argent des précédents jeux, termine à la 7e place, étant éliminé au terme de la première finale.

## Qualification
Pour être admis aux Jeux olympiques, un athlète doit remplir trois conditions en plus des critères d'âge et médicaux :
- Comptabiliser 80 points au classement FIS de la discipline au 17 janvier 2022,
- Être classé dans le top 30 d'une épreuve comptant pour la Coupe du monde ou aux Championnats du monde,
- Un maximum de quatre athlètes de même nationalité est admis.

un total de 24 athlètes remplissent ces conditions.

## Calendrier
| Date            | Manche           | Horaire | Horaire |
| --------------- | ---------------- | ------- | ------- |
| 15 février 2022 | Qualifications 1 | 19h00   |         |
| 15 février 2022 | Qualifications 2 | 19h45   |         |
| 16 février 2022 | Finale 1         | 19h00   |         |
| 16 février 2022 | Finale 2         | 20h00   |         |

## Médaillés
| Or         | Argent              | Bronze     |
| Qi Guangpu | Oleksandr Abramenko | Ilya Burov |

## Résultats

### Qualifications 1
Lors de cette première manche, les concurrents s'élance pour un saut. Ils doivent annoncer à l'avance quel type de saut ils souhaitent exécuter et sont notés selon trois critères : décollage, dans les airs et atterrissage. Ces notes sont ensuite additionnées puis multipliées par le coefficient de difficulté du saut pour obtenir la note final du saut. les 6 premiers athlètes obtiennent une qualification pour la première finale, les autres vont disputer la deuxième manche de qualification.
| Rang | Dossard | Athlète              | Nationalité     | Figure choisie             | Coefficient de difficulté | Décollage | Air  | Atterrissage | Total  | Note |   |   |            |       |                            |       |     |      |     |        |   |
| ---- | ------- | -------------------- | --------------- | -------------------------- | ------------------------- | --------- | ---- | ------------ | ------ | ---- | - | - | ---------- | ----- | -------------------------- | ----- | --- | ---- | --- | ------ | - |
| Rang | Dossard | Athlète              | Nationalité     | Figure choisie             | Coefficient de difficulté | Décollage | Air  | Atterrissage | Total  | Note | 1 | 5 | Qi Guangpu | Chine | Back/Full-Double Full-Full | 4,425 | 5,9 | 14,4 | 8,6 | 127,88 | Q |
| 2    | 14      | Jia Zongyang         | Chine           | Back/Full-Double Full-Full | 4,425                     | 5,7       | 14,3 | 8,4          | 125,67 | Q    |   |   |            |       |                            |       |     |      |     |        |   |
| 3    | 15      | Noé Roth             | Suisse          | Back/Double Full-Full-Full | 4,525                     | 5,4       | 13.7 | 8,1          | 123,08 | Q    |   |   |            |       |                            |       |     |      |     |        |   |
| 4    | 24      | Eric Loughran        | États-Unis      | Back/Full-Double Full-Full | 4,425                     | 5,1       | 13.7 | 8,6          | 121,24 | Q    |   |   |            |       |                            |       |     |      |     |        |   |
| 5    | 7       | Oleksandr Abramenko  | Ukraine         | Back/Double Full-Full-Full | 4,525                     | 5,4       | 13,4 | 7,8          | 120,36 | Q    |   |   |            |       |                            |       |     |      |     |        |   |
| 6    | 12      | Christopher Lillis   | États-Unis      | Back/Double Full-Full-Full | 4,525                     | 5,0       | 13,6 | 7,9          | 119,91 | Q    |   |   |            |       |                            |       |     |      |     |        |   |
| 7    | 3       | Stanislav Nikitin    | ROC             | Back/Full-Double Full-Full | 4,425                     | 5,2       | 14,0 | 7,8          | 119,47 |      |   |   |            |       |                            |       |     |      |     |        |   |
| 8    | 17      | Justin Schoenefeld   | États-Unis      | Back/Full-Double Full-Full | 4,425                     | 5,2       | 13,8 | 7,8          | 118,59 |      |   |   |            |       |                            |       |     |      |     |        |   |
| 9    | 17      | Ilya Burov           | ROC             | Back/Double Full-Full-Full | 4,525                     | 5,2       | 12,4 | 8,4          | 117,65 |      |   |   |            |       |                            |       |     |      |     |        |   |
| 10   | 19      | Stanislau Hladchenka | Biélorussie     | Back/Full-Double Full-Full | 4,425                     | 4,9       | 13,2 | 8,0          | 115,49 |      |   |   |            |       |                            |       |     |      |     |        |   |
| 11   | 14      | Miha Fontaine        | Canada          | Back/Full-Double Full-Full | 4,425                     | 5,2       | 13,2 | 7,6          | 115,05 |      |   |   |            |       |                            |       |     |      |     |        |   |
| 12   | 6       | Wang Xindi           | Chine           | Back/Full-Double Full-Full | 4,425                     | 5,4       | 12,7 | 7,8          | 114,60 |      |   |   |            |       |                            |       |     |      |     |        |   |
| 13   | 16      | Émile Nadeau         | Canada          | Back/Full-Double Full-Full | 4,425                     | 4,9       | 12,4 | 8,2          | 112,83 |      |   |   |            |       |                            |       |     |      |     |        |   |
| 14   | 5       | Pirmin Werner        | Suisse          | Back/Double Full-Full-Full | 4,525                     | 5,1       | 13,1 | 6,6          | 112,22 |      |   |   |            |       |                            |       |     |      |     |        |   |
| 15   | 12      | Sherzod Khashyrbayev | Kazakhstan      | Back/Full-Double Full-Full | 4,425                     | 5,2       | 13,2 | 6,4          | 109,74 |      |   |   |            |       |                            |       |     |      |     |        |   |
| 16   | 21      | Maksim Gustik        | Biélorussie     | Back/Full-Double Full-Full | 4,425                     | 4,7       | 12,5 | 7,6          | 109,74 |      |   |   |            |       |                            |       |     |      |     |        |   |
| 17   | 23      | Lloyd Wallace        | Grande-Bretagne | Back/Full-Double Full-Full | 4,425                     | 5,1       | 11,5 | 7,9          | 108,41 |      |   |   |            |       |                            |       |     |      |     |        |   |
| 18   | 22      | Pavel Dzik           | Biélorussie     | Back/Full-Double Full-Full | 4,425                     | 4,7       | 11,9 | 7,4          | 106,20 |      |   |   |            |       |                            |       |     |      |     |        |   |
| 19   | 25      | Lewis Irving         | Canada          | Back/Full-Double Full-Full | 4,425                     | 4,7       | 10,7 | 8,1          | 103,98 |      |   |   |            |       |                            |       |     |      |     |        |   |
| 20   | 11      | Nicolas Gygax        | Suisse          | Back/Full-Double Full-Full | 4,425                     | 5,1       | 12,0 | 5,9          | 101,77 |      |   |   |            |       |                            |       |     |      |     |        |   |
| 21   | 1       | Maxim Burov          | ROC             | Back/Double Full-Full-Full | 4,525                     | 5,1       | 13,3 | 2,6          | 95,02  |      |   |   |            |       |                            |       |     |      |     |        |   |
| 22   | 18      | Oleksandr Okipniuk   | Ukraine         | Back/Double Full-Full-Full | 4,525                     | 4,7       | 12,5 | 3,3          | 92,76  |      |   |   |            |       |                            |       |     |      |     |        |   |
| 23   | 2       | Sun Jiaxu            | Chine           | Back/Full-Double Full-Full | 4,425                     | 5,1       | 13,4 | 0,8          | 85,40  |      |   |   |            |       |                            |       |     |      |     |        |   |
| 24   | 8       | Dmytro Kotovskyi     | Ukraine         | Back/Full-Double Full-Full | 4,425                     | 4,4       | 12,0 | 0,3          | 73,89  |      |   |   |            |       |                            |       |     |      |     |        |   |

### Qualifications 2
Lors de cette seconde manche, les concurrents s'élance pour un second saut. seul le meilleur des deux sauts de qualification est retenu pour la note finale. les 6 premiers athlètes obtiennent une qualification pour la première finale.
| Rang | Dossard | Athlète              | Nationalité     | Figure choisie                    | Coefficient de difficulté | Décollage | Air  | Atterrissage | Total  | Score Final | Note |   |    |                    |         |                            |       |     |      |     |        |        |   |
| ---- | ------- | -------------------- | --------------- | --------------------------------- | ------------------------- | --------- | ---- | ------------ | ------ | ----------- | ---- | - | -- | ------------------ | ------- | -------------------------- | ----- | --- | ---- | --- | ------ | ------ | - |
| Rang | Dossard | Athlète              | Nationalité     | Figure choisie                    | Coefficient de difficulté | Décollage | Air  | Atterrissage | Total  | Score Final | Note | 1 | 13 | Oleksandr Okipniuk | Ukraine | Back/Full-Double Full-Full | 4,425 | 5,0 | 12,9 | 7,1 | 125,00 | 125,00 | Q |
| 2    | 9       | Pirmin Werner        | Suisse          | Back/Double Full-Full-Full        | 4,525                     | 5,5       | 13,9 | 8,5          | 123,45 | 123,45      | Q    |   |    |                    |         |                            |       |     |      |     |        |        |   |
| 3    | 18      | Ilya Burov           | ROC             | Back/Double Full-Full-Full        | 4,525                     | 5,1       | 13,7 | 7,8          | 120,36 | 120,36      | Q    |   |    |                    |         |                            |       |     |      |     |        |        |   |
| 4    | 3       | Stanislav Nikitin    | ROC             | Back/Double Full-Full-Full        | 4,525                     | 5,1       | 12,3 | 1,8          | 86,88  | 119,47      | Q    |   |    |                    |         |                            |       |     |      |     |        |        |   |
| 5    | 12      | Justin Schoenefeld   | États-Unis      | Back/Double Full-Full-Full        | 4,525                     | 4,9       | 13,3 | 5,2          | 105,88 | 118,59      | Q    |   |    |                    |         |                            |       |     |      |     |        |        |   |
| 6    | 16      | Stanislau Hladchenka | Biélorussie     | Back/Double Full-Full-Full        | 4,525                     | 4,9       | 12,8 | 6,1          | 107,69 | 115,49      | Q    |   |    |                    |         |                            |       |     |      |     |        |        |   |
| 7    | 5       | Miha Fontaine        | Canada          | Back/Double Full-Full-Full        | 4,525                     | 5,1       | 11,6 | 7,1          | 107,69 | 115,05      |      |   |    |                    |         |                            |       |     |      |     |        |        |   |
| 8    | 17      | Wang Xindi           | Chine           | Back/Double Full-Full-Full        | 4,525                     | 4,9       | 9,8  | 7,0          | 98,19  | 114,60      |      |   |    |                    |         |                            |       |     |      |     |        |        |   |
| 9    | 1       | Dmytro Kotovskyi     | Ukraine         | Back/Double Full-Full-Full        | 4,525                     | 5,1       | 12,0 | 8,1          | 114,03 | 114,03      |      |   |    |                    |         |                            |       |     |      |     |        |        |   |
| 10   | 2       | Maxim Burov          | ROC             | Back/Double Full-Full-Double Full | 5,000                     | 5,3       | 13,7 | 6,6          | 113,28 | 113,28      |      |   |    |                    |         |                            |       |     |      |     |        |        |   |
| 11   | 6       | Émile Nadeau         | Canada          | Back/Lay-Double Full-Full         | 4,175                     | 4,6       | 10,5 | 7,5          | 102,26 | 112,83      |      |   |    |                    |         |                            |       |     |      |     |        |        |   |
| 12   | 4       | Sun Jiaxu            | Chine           | Back/Double Full-Full-Full        | 4,525                     | 5,0       | 12,3 | 7,2          | 110,86 | 110,86      |      |   |    |                    |         |                            |       |     |      |     |        |        |   |
| 13   | 15      | Sherzod Khashyrbayev | Kazakhstan      | Back/Full-Full-Full               | 4,050                     | 4,7       | 8,7  | 1,9          | 69,23  | 109,74      |      |   |    |                    |         |                            |       |     |      |     |        |        |   |
| 14   | 14      | Maksim Gustik        | Biélorussie     | Back/Full-Full-Full               | 4,050                     | 4,7       | 12,7 | 6,6          | 97,20  | 109,74      |      |   |    |                    |         |                            |       |     |      |     |        |        |   |
| 15   | 11      | Lloyd Wallace        | Grande-Bretagne | Back/Double Full-Full-Full        | 4,525                     | 5,0       | 10,2 | 0,7          | 71,94  | 108,41      |      |   |    |                    |         |                            |       |     |      |     |        |        |   |
| 16   | 7       | Pavel Dzik           | Biélorussie     | Back/Double Full-Full-Full        | 4,525                     | 4,3       | 10,3 | 3,4          | 81,45  | 106,20      |      |   |    |                    |         |                            |       |     |      |     |        |        |   |
| 17   | 10      | Lewis Irving         | Canada          | Back/Double Full-Full-Full        | 4,525                     | 5,0       | 11,3 | 1,6          | 80,99  | 103,98      |      |   |    |                    |         |                            |       |     |      |     |        |        |   |
| 18   | 8       | Nicolas Gygax        | Suisse          | Back/Double Full-Full-Full        | 4,525                     | 4,8       | 11,2 | 6,9          | 103,62 | 103,62      |      |   |    |                    |         |                            |       |     |      |     |        |        |   |

### Finale 1
Les concurrents s'élance pour deux sauts et le meilleur des deux est retenu pour la note définitive. les 6 premiers athlètes obtiennent une qualification pour la seconde finale.
| Dossard | Athlète             | Nationalité | Figure choisie             | Coefficient de difficulté | Décollage | Air  | Atterrissage | Total  |   |                      |             |                            |       |     |      |     |        |
| ------- | ------------------- | ----------- | -------------------------- | ------------------------- | --------- | ---- | ------------ | ------ | - | -------------------- | ----------- | -------------------------- | ----- | --- | ---- | --- | ------ |
| Dossard | Athlète             | Nationalité | Figure choisie             | Coefficient de difficulté | Décollage | Air  | Atterrissage | Total  | 1 | Stanislau Hladchenka | Biélorussie | Back/Full-Double Full-Full | 4,425 | 5,1 | 13,0 | 8,1 | 115,93 |
| 2       | Justin Schoenefeld  | États-Unis  | Back/Full-Double Full-Full | 4,425                     | 5,1       | 13,9 | 8,2          | 120,36 |   |                      |             |                            |       |     |      |     |        |
| 3       | Stanislav Nikitin   | ROC         | Back/Full-Double Full-Full | 4,425                     | 4,9       | 13,6 | 8,0          | 117,26 |   |                      |             |                            |       |     |      |     |        |
| 4       | Ilya Burov          | ROC         | Back/Double Full-Full-Full | 4,525                     | 5,0       | 12,2 | 6,9          | 109,05 |   |                      |             |                            |       |     |      |     |        |
| 5       | Pirmin Werner       | Suisse      | Back/Full-Double Full-Full | 4,425                     | 5,6       | 13,7 | 8,6          | 126,24 |   |                      |             |                            |       |     |      |     |        |
| 6       | Oleksandr Okipniuk  | Ukraine     | Back/Full-Double Full-Full | 4,425                     | 4,6       | 12,2 | 3,4          | 91,40  |   |                      |             |                            |       |     |      |     |        |
| 7       | Christopher Lillis  | États-Unis  | Back/Full-Double Full-Full | 4,425                     | 5,7       | 14,3 | 8,4          | 125,67 |   |                      |             |                            |       |     |      |     |        |
| 8       | Oleksandr Abramenko | Ukraine     | Back/Double Full-Full-Full | 4,525                     | 5,2       | 14,1 | 8,0          | 123,53 |   |                      |             |                            |       |     |      |     |        |
| 9       | Eric Loughran       | États-Unis  | Back/Full-Full-Full        | 4,050                     | 5,1       | 13,5 | 6,7          | 111,95 |   |                      |             |                            |       |     |      |     |        |
| 10      | Noé Roth            | Suisse      | Back/Full-Double Full-Full | 4,425                     | 5,4       | 13.7 | 8,5          | 122,13 |   |                      |             |                            |       |     |      |     |        |
| 11      | Jia Zongyang        | Chine       | Back/Full-Double Full-Full | 4,425                     | 5,7       | 14,3 | 8,4          | 125,67 |   |                      |             |                            |       |     |      |     |        |
| 12      | Qi Guangpu          | Chine       | Back/Full-Double Full-Full | 4,425                     | 5,6       | 13,8 | 8,5          | 123,45 |   |                      |             |                            |       |     |      |     |        |

| Dossard | Athlète             | Nationalité | Figure choisie                    | Coefficient de difficulté | Décollage | Air  | Atterrissage | Total  |   |                      |             |                            |       |     |      |     |        |
| ------- | ------------------- | ----------- | --------------------------------- | ------------------------- | --------- | ---- | ------------ | ------ | - | -------------------- | ----------- | -------------------------- | ----- | --- | ---- | --- | ------ |
| Dossard | Athlète             | Nationalité | Figure choisie                    | Coefficient de difficulté | Décollage | Air  | Atterrissage | Total  | 1 | Stanislau Hladchenka | Biélorussie | Back/Double Full-Full-Full | 4,525 | 5,1 | 13,3 | 7,3 | 116,29 |
| 2       | Justin Schoenefeld  | États-Unis  | Back/Double Full-Full-Full        | 4,525                     | 5,0       | 13,9 | 8,4          | 123,53 |   |                      |             |                            |       |     |      |     |        |
| 3       | Stanislav Nikitin   | ROC         | Back/Double Full-Full-Full        | 4,525                     | 5,1       | 13,1 | 8,1          | 119,00 |   |                      |             |                            |       |     |      |     |        |
| 4       | Ilya Burov          | ROC         | Back/Double Full-Full-Double Full | 5,000                     | 5,1       | 13,2 | 7,6          | 129,50 |   |                      |             |                            |       |     |      |     |        |
| 5       | Pirmin Werner       | Suisse      | Back/Double Full-Full-Full        | 4,525                     | 5,2       | 13,2 | 7,0          | 114,93 |   |                      |             |                            |       |     |      |     |        |
| 6       | Oleksandr Okipniuk  | Ukraine     | Back/Double Full-Double Full-Full | 4,900                     | 4,8       | 12,9 | 7,2          | 122,01 |   |                      |             |                            |       |     |      |     |        |
| 7       | Christopher Lillis  | États-Unis  | Back/Double Full-Full-Full        | 4,525                     | 5,3       | 14,0 | 7,7          | 122,17 |   |                      |             |                            |       |     |      |     |        |
| 8       | Oleksandr Abramenko | Ukraine     | Back/Double Full-Full-Full        | 4,525                     | 5,2       | 13,0 | 6,9          | 113,57 |   |                      |             |                            |       |     |      |     |        |
| 9       | Eric Loughran       | États-Unis  | Back/Double Full-Full-Full        | 4,525                     | 4,9       | 11,7 | 3,4          | 90,50  |   |                      |             |                            |       |     |      |     |        |
| 10      | Noé Roth            | Suisse      | Back/Double Full-Full-Full        | 4,525                     | 5,1       | 13,0 | 6,3          | 110,41 |   |                      |             |                            |       |     |      |     |        |
| 11      | Jia Zongyang        | Chine       | Back/Double Full-Full-Full        | 4,525                     | 5,0       | 12,5 | 2,1          | 86,69  |   |                      |             |                            |       |     |      |     |        |
| 12      | Qi Guangpu          | Chine       | Back/Double Full-Full-Full        | 4,525                     | 5,2       | 12,5 | 7,6          | 114,48 |   |                      |             |                            |       |     |      |     |        |

| Rang | Dossard | Athlète              | Nationalité | Saut 1 | Saut 2 | Score définitif | Note |   |   |            |     |        |        |        |   |
| ---- | ------- | -------------------- | ----------- | ------ | ------ | --------------- | ---- | - | - | ---------- | --- | ------ | ------ | ------ | - |
| Rang | Dossard | Athlète              | Nationalité | Saut 1 | Saut 2 | Score définitif | Note | 1 | 4 | Ilya Burov | ROC | 109,05 | 129,50 | 129,50 | Q |
| 2    | 5       | Pirmin Werner        | Suisse      | 126,24 | 114,93 | 126,24          | Q    |   |   |            |     |        |        |        |   |
| 3    | 7       | Christopher Lillis   | États-Unis  | 125,67 | 122,17 | 125,67          | Q    |   |   |            |     |        |        |        |   |
| 4    | 12      | Qi Guangpu           | Chine       | 125,22 | 114,48 | 125,22          | Q    |   |   |            |     |        |        |        |   |
| 5    | 8       | Oleksandr Abramenko  | Ukraine     | 123,53 | 113,57 | 123,53          | Q    |   |   |            |     |        |        |        |   |
| 6    | 2       | Justin Schoenefeld   | États-Unis  | 120,36 | 123,53 | 123,53          | Q    |   |   |            |     |        |        |        |   |
| 7    | 11      | Jia Zongyang         | Chine       | 123,45 | 86,69  | 123,45          |      |   |   |            |     |        |        |        |   |
| 8    | 10      | Noé Roth             | Suisse      | 122,13 | 110,41 | 122,13          |      |   |   |            |     |        |        |        |   |
| 9    | 6       | Oleksandr Okipniuk   | Ukraine     | 91,40  | 122,01 | 122,01          |      |   |   |            |     |        |        |        |   |
| 10   | 3       | Stanislav Nikitin    | ROC         | 117,26 | 119,00 | 119,00          |      |   |   |            |     |        |        |        |   |
| 11   | 1       | Stanislau Hladchenka | Biélorussie | 115,93 | 116,29 | 116,29          |      |   |   |            |     |        |        |        |   |
| 12   | 9       | Eric Loughran        | États-Unis  | 111,95 | 90,50  | 111,95          |      |   |   |            |     |        |        |        |   |

### Finale 2
Les concurrents s'élancent pour un dernier saut qui définit le classement de la 6e place au vainqueur.
| Rang                                | Dossard | Athlète             | Nationalité | Figure choisie                    | Coefficient de difficulté | Décollage | Air  | Atterrissage | Total  |                                |   |            |       |                                   |       |     |      |     |        |
| ----------------------------------- | ------- | ------------------- | ----------- | --------------------------------- | ------------------------- | --------- | ---- | ------------ | ------ | ------------------------------ | - | ---------- | ----- | --------------------------------- | ----- | --- | ---- | --- | ------ |
| Rang                                | Dossard | Athlète             | Nationalité | Figure choisie                    | Coefficient de difficulté | Décollage | Air  | Atterrissage | Total  | Médaille d'or, Jeux olympiques | 4 | Qi Guangpu | Chine | Back/Double Full-Full-Double Full | 5,000 | 5,5 | 13,3 | 7,0 | 129,00 |
| Médaille d'argent, Jeux olympiques  | 2       | Oleksandr Abramenko | Ukraine     | Back/Double Full-Full-Double Full | 5,000                     | 4,9       | 13,0 | 5,4          | 116,50 |                                |   |            |       |                                   |       |     |      |     |        |
| Médaille de bronze, Jeux olympiques | 1       | Ilya Burov          | ROC         | Back/Double Full-Full-Full        | 4,525                     | 4,8       | 12,3 | 8,3          | 114,93 |                                |   |            |       |                                   |       |     |      |     |        |
| 4                                   | 2       | Pirmin Werner       | Suisse      | Back/Double Full-Full-Double Full | 5,000                     | 4,7       | 11,2 | 6,4          | 111,50 |                                |   |            |       |                                   |       |     |      |     |        |
| 5                                   | 1       | Justin Schoenefeld  | États-Unis  | Back/Double Full-Full-Double Full | 5,000                     | 4,9       | 11,6 | 4,8          | 106,50 |                                |   |            |       |                                   |       |     |      |     |        |
| 6                                   | 3       | Christopher Lillis  | États-Unis  | Back/Double Full-Full-Double Full | 5,000                     | 4,9       | 13,1 | 2,6          | 103,00 |                                |   |            |       |                                   |       |     |      |     |        |